# 休德森·斯瓦福德
休德森·斯瓦福德（Hudson Swafford，1987年9月9日—）是一位美國高爾夫球選手，他現在參加Web.com 巡迴賽的賽事。斯瓦福德出生在佛羅里達州。他曾是喬治亞大學高爾夫球隊的一員，並在2011年畢業之後轉為職業高爾夫球員。

## 外部連結
- 休德森·斯瓦福德在PGA巡迴賽的官方網站
- 休德森·斯瓦福德在男子高爾夫世界排名的官方網站
- Profile on Georgia's official athletic site （页面存档备份，存于）